# Иупут I
Иупут I (Usermaatre Setepenamun Iuput-meriamon) е фараон от либийската Двадесет и трета династия на Древен Египет през Трети преходен период на Древен Египет. Вероятно е съвместен владетел на Педубаст I, управлявал в Горен Египет с център в Тива.

## Управление
Предполага се че Иупут I управлява ок. 804 – 783 г. пр.н.е. или 816 – 800 г. пр.н.е. Йератични надписи-графити върху покрива на храма на Хонсу в Карнак споменават 9-а и 12-а година на Иупут I. Въпреки че не е открита негова по-късна дата от 12-а година, учените допускат, че Иупут I вероятно управлява по-дълго. Не е доказано дали Иупут I е имал период от няколко години на самостоятелно царуване между Педубаст I и Шешонк VI.
Текстовете регистриращи нивото на Нил при Карнак документират съответствие между 16-а година на Педубаст I и 2-ра година на Иупут I. От това следва, че Иупут I е станал фараон през 15-а година на Педубаст I, 22-ра на Шешонк III и 25-а, последна година, на Такелот II. Допуска се също, че Иупут I всъщност може да е бил наследник на Такелот II, може би приет формално като съвладетел в Тива от неговия съперник Педубаст I.
Според друга хипотеза, Иупут I може да е бил подкрепен от Педубаст като фараон в Долен Египет, изхождайки от предполагаема връзка с по-късния Иупут II от Леонтополис, в източната част на Делтата.